# Communauté de communes Bugey Sud
« CCBS » redirige ici. Ne pas confondre avec l'ancienne communauté de communes de la Boucle de la Seine.
La communauté de communes Bugey Sud (CCBS), est une communauté de communes française, structure intercommunale regroupant 41 communes du département de l'Ain.

## Historique
- 17 décembre 2012 : l'arrêté préfectoral fixe de le périmètre de la future collectivité regroupant la communauté de communes Belley Bas Bugey, la communauté de communes Bugey-Arène-Furans, la communauté de communes du Colombier, la communauté de communes Terre d'eaux.
- 30 mai 2013 : arrêté préfectoral de création de la communauté de communes.
- 1er janvier 2014 : naissance de la communauté de communes avec rattachement de la commune d'Artemare.
- 15 janvier 2014 : approbation d'un pacte communautaire établissant les conditions de transfert des compétences.
- 12 octobre 2015 : le projet de schéma départemental de coopération intercommunale (SDCI) de l'Ain considère qu'il est préférable que ne soit pas imposé à la communauté de communes un nouveau processus de fusion en 2016[1].
- 12 octobre 2015 : modifications des compétences de la communauté de communes[2].
- 23 mars 2016 : adoption du schéma départemental de coopération intercommunale (SDCI) de l'Ain[3].
- 29 mars 2016 : rattachement de la commune nouvelle de Groslée-Saint-Benoît.
- 1er janvier 2017 : les 12 communes de la communauté de communes du Valromey rejoignent la communauté de communes[4].
- 1er janvier 2019 : Saint-Champ est absorbée par Magnieu, Arvière-en-Valromey est créée par fusion de Brénaz, Chavornay, Lochieu et Virieu-le-Petit, Valromey-sur-Séran est créée par fusion de Belmont-Luthézieu, Lompnieu, Sutrieu et Vieu.
- 1er janvier 2023 : Béon et Culoz fusionnent pour constituer la commune nouvelle de Culoz-Béon.
- 1er janvier 2025 : la commune de Ruffieu intègre la commune nouvelle de Haut Valromey[5]. Le nombre de communes est de 41.

## Territoire communautaire

### Géographie
Située au sud-est du département de l’Ain, la communauté de communes Bugey Sud-Est à égale distance de Lyon, Genève et Grenoble. Elle est dominée par le Grand Colombier, deuxième plus haut sommet du Massif du Jura. Elle est bordée par le Rhône, trait d’union avec les départements de l’Isère et de la Savoie.

### Composition
La communauté de communes est composée des 41 communes suivantes :

| Nom                         | Code Insee | Gentilé          | Superficie (km2) | Population (dernière pop. légale) | Densité (hab./km2) |
| --------------------------- | ---------- | ---------------- | ---------------- | --------------------------------- | ------------------ |
| Belley (siège)              | 01034      | Belleysans       | 22,42            | 9 270 (2022)                      | 413                |
| Ambléon                     | 01006      | Ambléonais       | 5,88             | 114 (2022)                        | 19                 |
| Andert-et-Condon            | 01009      |                  | 6,94             | 335 (2022)                        | 48                 |
| Arboys en Bugey             | 01015      |                  | 22,49            | 688 (2022)                        | 31                 |
| Armix                       | 01019      | Armixois         | 6,82             | 25 (2022)                         | 3,7                |
| Artemare                    | 01022      | Artemariens      | 3,75             | 1 141 (2022)                      | 304                |
| Arvière-en-Valromey         | 01453      |                  | 40,99            | 715 (2022)                        | 17                 |
| Brégnier-Cordon             | 01058      | Brégnolans       | 11               | 812 (2022)                        | 74                 |
| Brens                       | 01061      | Brensols         | 6,9              | 1 117 (2022)                      | 162                |
| La Burbanche                | 01066      | Burbanchois      | 10,82            | 97 (2022)                         | 9                  |
| Ceyzérieu                   | 01073      | Ceyzériolans     | 19,72            | 1 028 (2022)                      | 52                 |
| Champagne-en-Valromey       | 01079      | Champagnards     | 18,16            | 826 (2022)                        | 45                 |
| Chazey-Bons                 | 01098      | Bondolans        | 15,44            | 1 165 (2022)                      | 75                 |
| Cheignieu-la-Balme          | 01100      | Cheignieulats    | 6,26             | 130 (2022)                        | 21                 |
| Colomieu                    | 01110      | Colomiards       | 5,96             | 164 (2022)                        | 28                 |
| Contrevoz                   | 01116      | Controvolats     | 14,18            | 489 (2022)                        | 34                 |
| Conzieu                     | 01117      | Conzolards       | 7,2              | 148 (2022)                        | 21                 |
| Cressin-Rochefort           | 01133      |                  | 7,93             | 384 (2022)                        | 48                 |
| Culoz-Béon                  | 01138      |                  | 29,66            | 3 416 (2022)                      | 115                |
| Cuzieu                      | 01141      | Cuzieutaires     | 4,87             | 423 (2022)                        | 87                 |
| Flaxieu                     | 01162      | Flaxiolans       | 2,79             | 64 (2022)                         | 23                 |
| Groslée-Saint-Benoit        | 01338      |                  | 28,92            | 1 232 (2022)                      | 43                 |
| Haut Valromey               | 01187      |                  | 121,88           | 777 (2022)                        | 6,4                |
| Izieu                       | 01193      | Izieulants       | 7,67             | 223 (2022)                        | 29                 |
| Lavours                     | 01208      | Lavortins        | 6,3              | 138 (2022)                        | 22                 |
| Magnieu                     | 01227      | Magnolans        | 11,37            | 651 (2022)                        | 57                 |
| Marignieu                   | 01234      | Marignolans      | 3,55             | 164 (2022)                        | 46                 |
| Massignieu-de-Rives         | 01239      | Massignolants    | 9,52             | 653 (2022)                        | 69                 |
| Murs-et-Gélignieux          | 01268      |                  | 6,46             | 239 (2022)                        | 37                 |
| Parves et Nattages          | 01286      |                  | 15,86            | 943 (2022)                        | 59                 |
| Peyrieu                     | 01294      | Peyriolans       | 14,13            | 918 (2022)                        | 65                 |
| Pollieu                     | 01302      | Pollieutants     | 3,71             | 167 (2022)                        | 45                 |
| Prémeyzel                   | 01310      | Prémeyzélans     | 7,63             | 245 (2022)                        | 32                 |
| Rossillon                   | 01329      | Rossillonnais    | 8,07             | 164 (2022)                        | 20                 |
| Saint-Germain-les-Paroisses | 01358      |                  | 16,27            | 423 (2022)                        | 26                 |
| Saint-Martin-de-Bavel       | 01372      | Saint-Martenants | 8,5              | 431 (2022)                        | 51                 |
| Talissieu                   | 01415      | Tarcholands      | 4,8              | 514 (2022)                        | 107                |
| Valromey-sur-Séran          | 01036      |                  | 56,71            | 1 350 (2022)                      | 24                 |
| Virieu-le-Grand             | 01452      | Viriolans        | 12,55            | 1 110 (2022)                      | 88                 |
| Virignin                    | 01454      | Virignolans      | 7,88             | 1 122 (2022)                      | 142                |
| Vongnes                     | 01456      |                  | 2,05             | 71 (2022)                         | 35                 |

### Démographie
| 1968   | 1975   | 1982   | 1990   | 1999   | 2010   | 2015   | 2022   |
| ------ | ------ | ------ | ------ | ------ | ------ | ------ | ------ |
| 23 532 | 23 698 | 25 362 | 25 941 | 27 531 | 32 181 | 33 665 | 34 086 |

## Administration

### Siège
Le siège de la communauté de communes est situé à Belley..

### Les élus
Le conseil communautaire de la communauté de communes se compose de 66 conseillers, élus pour une durée de six ans.
Ils sont répartis comme suit :
| Nombre de conseillers | Communes                                                                 |
| --------------------- | ------------------------------------------------------------------------ |
| 16                    | Belley                                                                   |
| 6                     | Culoz-Béon                                                               |
| 2                     | Artemare, Brens, Groslée-Saint-Benoit, Haut Valromey, Valromey-sur-Séran |
| 1 (+1 suppléant)      | les 34 autres communes                                                   |

### Présidence
Le conseil communautaire du 16 juillet 2020 a élu sa présidente, Pauline Godet, maire de Valromey-sur-Séran, et désigné ses 10 vice-présidents et 1 conseiller délégué qui sont : 
1. Régis Castin, 1er vice-président : tourisme, patrimoine, culture, sports (Maire de Saint-Germain-les-Paroisses)
2. Franck André-Masse,  2e vice-président : projet de territoire, urbanisme et planification, communication  (Maire de Culoz)
3. Pierre Roux, 3e vice-président : finances (Conseiller municipal de Belley)
4. Myriam Keller , 4e vice-présidente : développement économique (Maire de Ceyzérieu)
5. Marcel Bandet, 5e vice-président : coordination et mutualisation avec les communes, concertation avec les citoyens (Conseiller municipal délégué de Virignin)
6. Michel Charles Riera, 6e vice-président : Plan Climat Air Energie Territorial (PCAET), gestion et valorisation des déchets (Maire d'Arboys-en-Bugey)
7. Jean-Michel Berthet, 7e vice-président : bâtiments, voirie (Adjoint au maire de Belley)
8. Pierre Cochonat, 8e vice-président : cycles de l'Eau (1er adjoint au maire de Peyrieu)
9. Francine Martinat, 9e vice-présidente : mobilité, politiques de la ville et de l'habitat, gens du voyage (1ère adjointe au maire d'Andert-et-Condon)
10. Sylvie Schreiber, 10e vice-présidente : projet de santé territorial et solidarités (adjointe au maire de Belley)
11. Thierry Vergain, conseiller communautaire délégué aux bâtiments, chargé du centre aquatique (maire de Brégnier-Cordon)

Ils forment ensemble l'exécutif de l'intercommunalité pour le mandat 2020-2026.
| Période      | Période      | Identité       | Étiquette | Qualité                                    |
| ------------ | ------------ | -------------- | --------- | ------------------------------------------ |
| 2014         | juillet 2020 | René Vuillerod |           | Premier adjoint au maire d'Arboys-en-Bugey |
| juillet 2020 | En cours     | Pauline Godet  |           | Maire de Valromey-sur-Séran                |

### Compétences
L'intercommunalité exerce des compétences qui lui sont déléguées par les communes membres. Il s'agit de :

#### Compétences obligatoires
- L’aménagement de l’espace.
- Le développement économique.
- La gestion des milieux aquatiques et préventions des inondations (GEMAPI).
- La création, l’aménagement, l’entretien et la gestion des aires d’accueil des gens du voyage et des terrains familiaux locatifs.
- La collecte et le traitement des déchets des ménages et déchets assimilés.

#### Compétences supplémentaires soumises à intérêt communautaire
- La protection et la mise en valeur de l’environnement.
- La politique du logement et du cadre de vie.
- La Politique de la Ville.
- La création, l’aménagement et l’entretien de la voirie d’intérêt communautaire.
- La construction, l’entretien et le fonctionnement d’équipements culturels et sportifs d’intérêt communautaire et d’équipement de l’enseignement préélémentaire et élémentaire d’intérêt communautaire.
- L’action sociale d’intérêt communautaire.
- La création et la gestion de maisons de services au public et définition des obligations de service public.

#### Compétences supplémentaires non soumises à intérêt communautaire
- Les équipements et développement touristiques.
- Le soutien au développement de la formation continue.
- L’assainissement non-collectif.
- L’aide à la gestion communale.
- L’enlèvement des animaux errants et fourrière animale.
- L’assainissement des eaux usées
- L’eau
- Les missions complémentaires à la Gestion des milieux aquatiques et prévention des inondations.
- La mobilité.

### Régime fiscal et budget
Le régime fiscal de la communauté de communes est la fiscalité professionnelle unique (FPU).
Elle possède un potentiel fiscal par habitant de 423,95 euros, supérieur à la moyenne des communautés de communes du département (278,56 euros).
Les taux d'imposition votés le 29 mars 2016 étaient les suivants : taxe d'habitation 3,62 %, foncier bâti 3,57 %, foncier non bâti 11,97 %, cotisation foncière des entreprises 24,74 %.

## Projets et réalisations
- Résidence chorégraphique en 2015-2016[11].